# Nová Ves (okres Sokolov)
Nová Ves (německy Neudorf) je obec v okrese Sokolov v Karlovarském kraji. Žije v ní 199 obyvatel.

## Historie
První písemná zmínka o obci pochází z roku 1364. Jednalo se o německé kolonizační sídlo, i když střed měl původně podobu okrouhlé návsi, typickou spíše pro slovanské vsi. Až do roku 1850 byla vesnice součástí bečovského panství. Roku 1850 se stala samostatnou obcí. Okolo návsi byla především na přelomu 18. a 19. století postavena skupina chebských hrázděných statků. Po druhé světové válce došlo k odsunu německého obyvatelstva a obec se octla na území nově vzniklého Vojenského výcvikového prostoru Prameny. V letech 1947 až 1953 byl obyvatelstvu umožněn přístup pouze na zvláštní povolení. Došlo k devastaci a postupnému zániku hrázděných stavení i památek. Po opuštění vojenského prostoru byly v obci postaveny panelové domy. Od roku 1960 náleží obec k okresu Sokolov.
Dne 25. dubna 2018 bylo schváleno usnesením výboru pro vědu, vzdělání, kulturu, mládež a tělovýchovu udělení znaku a vlajky obce.

## Přírodní poměry
Území obce leží v kotlině náhorní plošiny Slavkovského lesa, svažující se na východě a jihovýchodě do údolí Teplé. Horninové podloží tvoří kromě žul Karlovarského plutonu i pásmo amfibolitů a hadců (tzv. Mnichovských hadců) mariánskolázeňského metabazitového komplexu.
Od druhé poloviny 19. století se nedaleko Nové Vsi využíval minerální pramen novoveská kyselka. Po vybudování nového jímání a budovy stáčírny se minerálka stáčela do láhví. Po obsazení Sudet v roce 1938 po přijetí Mnichovské dohody a postoupení pohraničí Československé republiky ji převzalo nacistické Německo. Minerálka byla pod názvem Sudettenquell využívána pro potřeby wehrmachtu bojující v Africe. Po skončení druhé světové války byl pramen ještě nějaký čas využíván. Pokračovalo jak stáčení vody do lahví a rozvoz láhví. Pramen spadal pod správu lázní se sídlem v Mariánských Lázních. V roce 1948 došlo ke stavebním úpravám, potom však pramen spravovala armáda, která přišla do nově vzniklého vojenského prostoru Prameny. Využívání však klesalo, a když armáda vojenský prostor opustila, stáčírna zanikla. Po roce 1995 byly v okolí původního pramene vybudovány nové jímací vrty a minerálka je čerpána a potrubím se dopravuje do stáčírny v Mnichově. Zde ji firma Karlovarské minerální vody míchá s minerálními vodami z dalších vrtů z hadcové oblasti a expeduje pod výsledným produktem minerálka Magnesia.
Celé území se nachází v centrální části CHKO Slavkovský les. Leží zde několik maloplošných chráněných území. Jižně od Nové Vsi to jsou národní přírodní rezervace Pluhův bor a přírodní památka Dominova skalka. Územím obce prochází naučná stezka Mnichovské hadce. Na severozápadním okraji obce částečně zasahuje do jejího území přírodní rezervace Rašeliniště u myslivny, na jihovýchodě přírodní rezervace Údolí Teplé.

## Obyvatelstvo
Při sčítání lidu v roce 1921 ve vsi žilo 1 071 obyvatel (z toho 477 mužů), z nichž byli dva Čechoslováci, 1 061 Němců a osm cizinců. Kromě sedmi evangelíků a jednoho člena nezjišťovaných církví byli římskými katolíky. Podle sčítání lidu z roku 1930 měla vesnice 1 028 obyvatel: jednoho Čechoslováka, 1 023 Němců a čtyři cizince. S výjimkou čtyř evangelíků se hlásili k římskokatolické církvi.
| Rok            | 1869  | 1880  | 1890  | 1900  | 1910  | 1921  | 1930  | 1950 | 1961 | 1970 | 1980 | 1991 | 2001 | 2011 |
| -------------- | ----- | ----- | ----- | ----- | ----- | ----- | ----- | ---- | ---- | ---- | ---- | ---- | ---- | ---- |
| Počet obyvatel | 1 492 | 1 532 | 1 415 | 1 283 | 1 256 | 1 071 | 1 028 | 39   | 122  | 250  | 219  | 205  | 223  | 189  |
| Počet domů     | 172   | 189   | 191   | 191   | 194   | 193   | 193   | 11   | 33   | 20   | 14   | 26   | 29   | 31   |

| Rok            | 1869  | 1880  | 1890  | 1900  | 1910  | 1921  | 1930  | 1950 | 1961 | 1970 | 1980 | 1991 | 2001 | 2011 |
| -------------- | ----- | ----- | ----- | ----- | ----- | ----- | ----- | ---- | ---- | ---- | ---- | ---- | ---- | ---- |
| Počet obyvatel | 2 597 | 2 601 | 2 371 | 2 218 | 2 167 | 1 873 | 1 846 | 166  | 202  | 301  | 278  | 247  | 256  | 222  |
| Počet domů     | 296   | 317   | 323   | 320   | 323   | 324   | 339   | 75   | 33   | 33   | 24   | 33   | 37   | 42   |

## Současnost
V obci je veřejný vodovod, kanalizace a prodejna potravin.  Ve vsi funguje komunitní centrum Rozec, které zajišťuje provoz místní knihovny, tělocvičny, dětské herny. Rovněž pořádá různé kulturní aktivity. Je zde zmodernizované  dětské hřiště. 

## Části obce
- Nová Ves
- Louka

K obci přísluší také východně položená malá osada Starý Dvůr.

## Pamětihodnosti
- Kostel Nejsvětější Trojice na návsi
- Sloup se sousoším Nejsvětější Trojice [16]

## Galerie

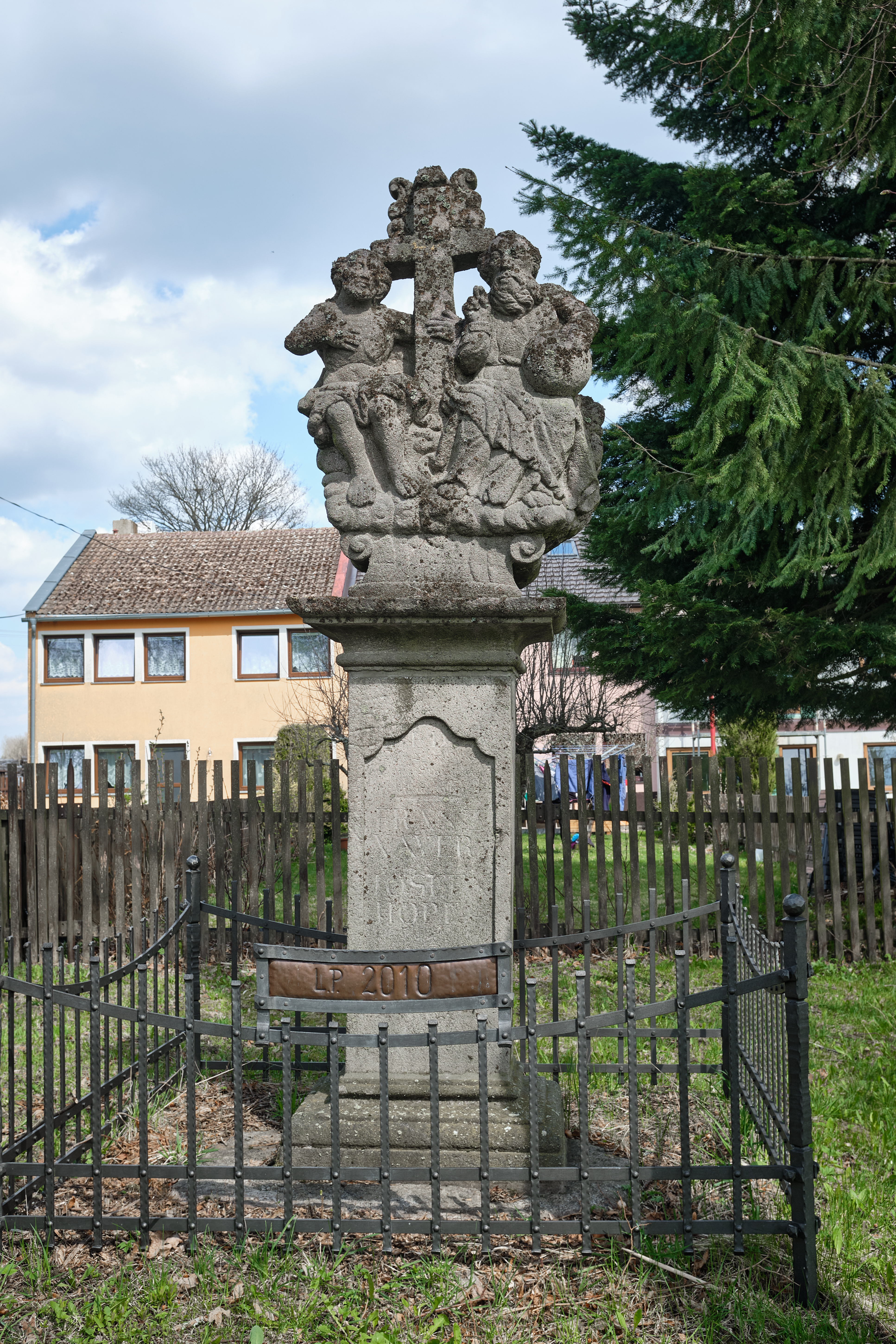
Sloup se sousoším Nejsvětější Trojice
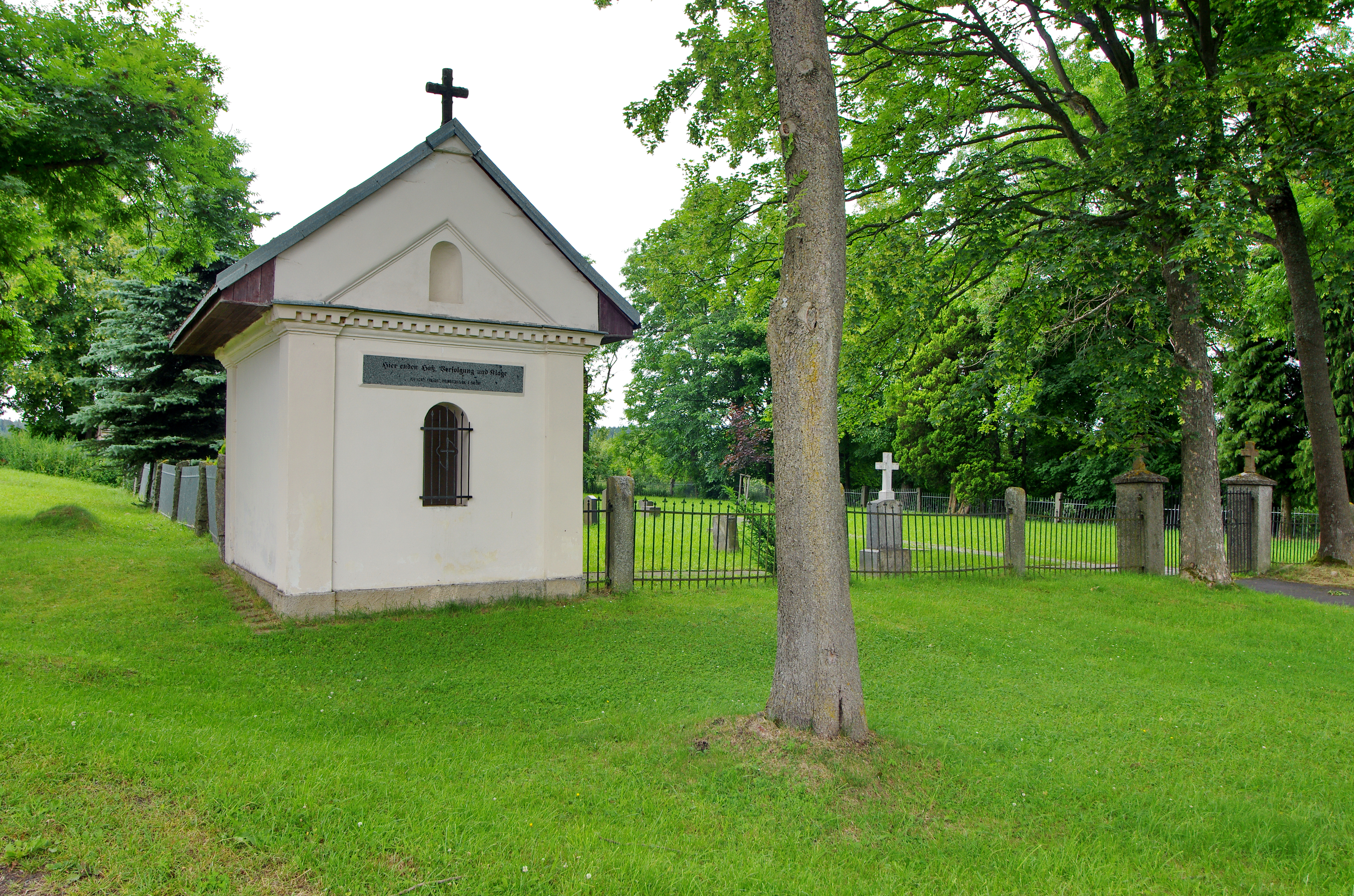
Hřbitov
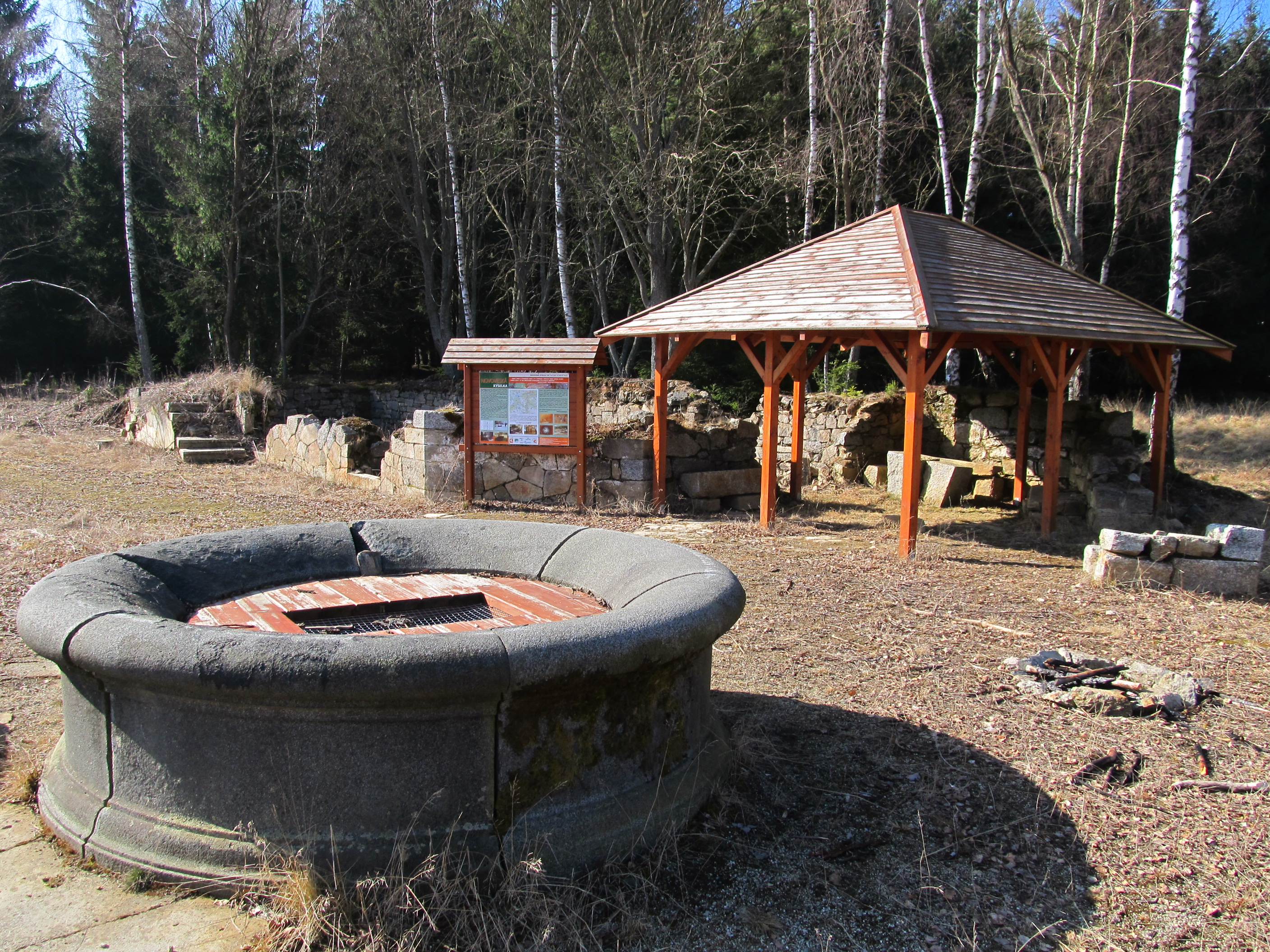
Bývalá stáčírna Novoveské kyselky
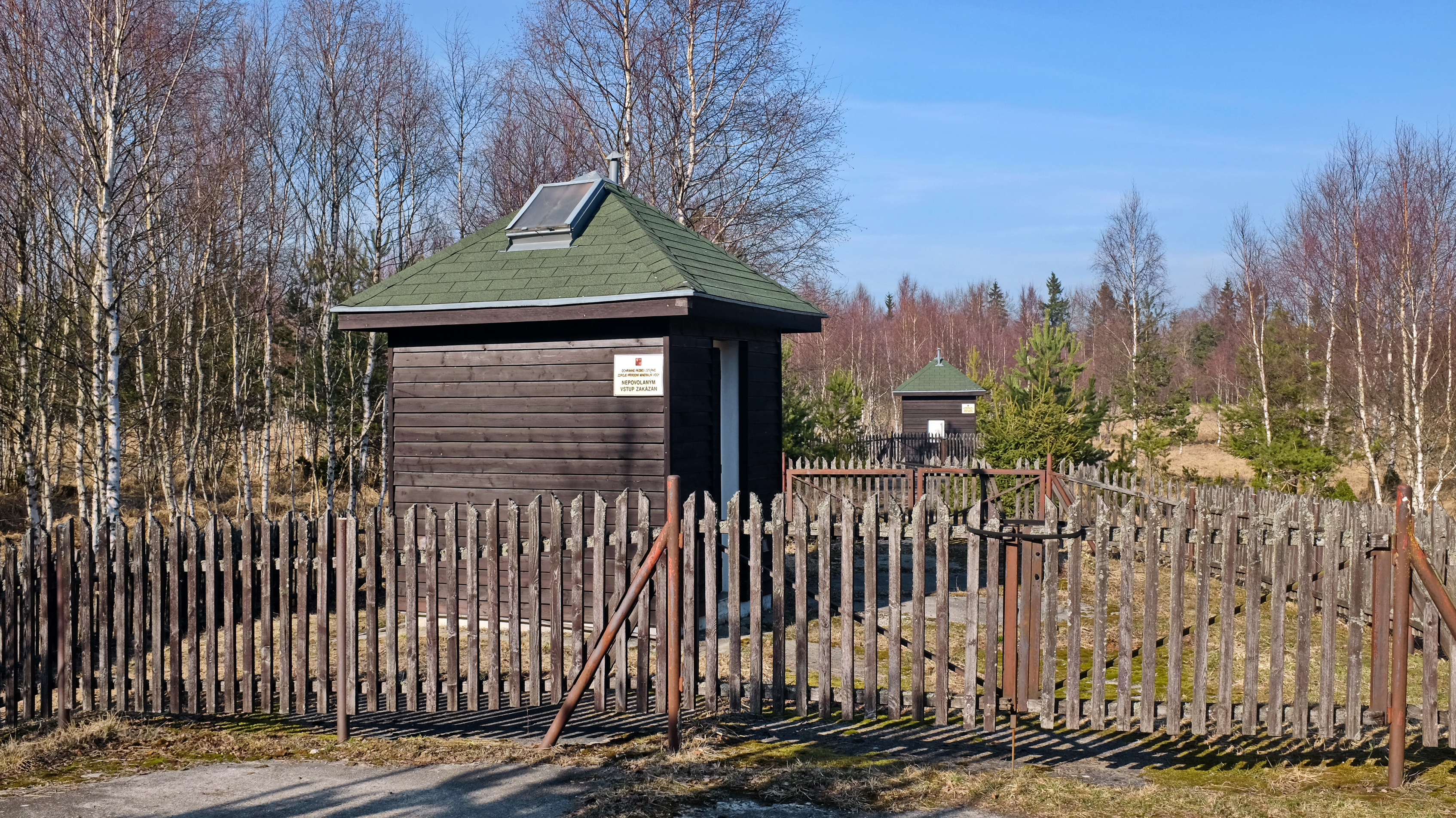
Jímací vrty pro minerálku Magnesia
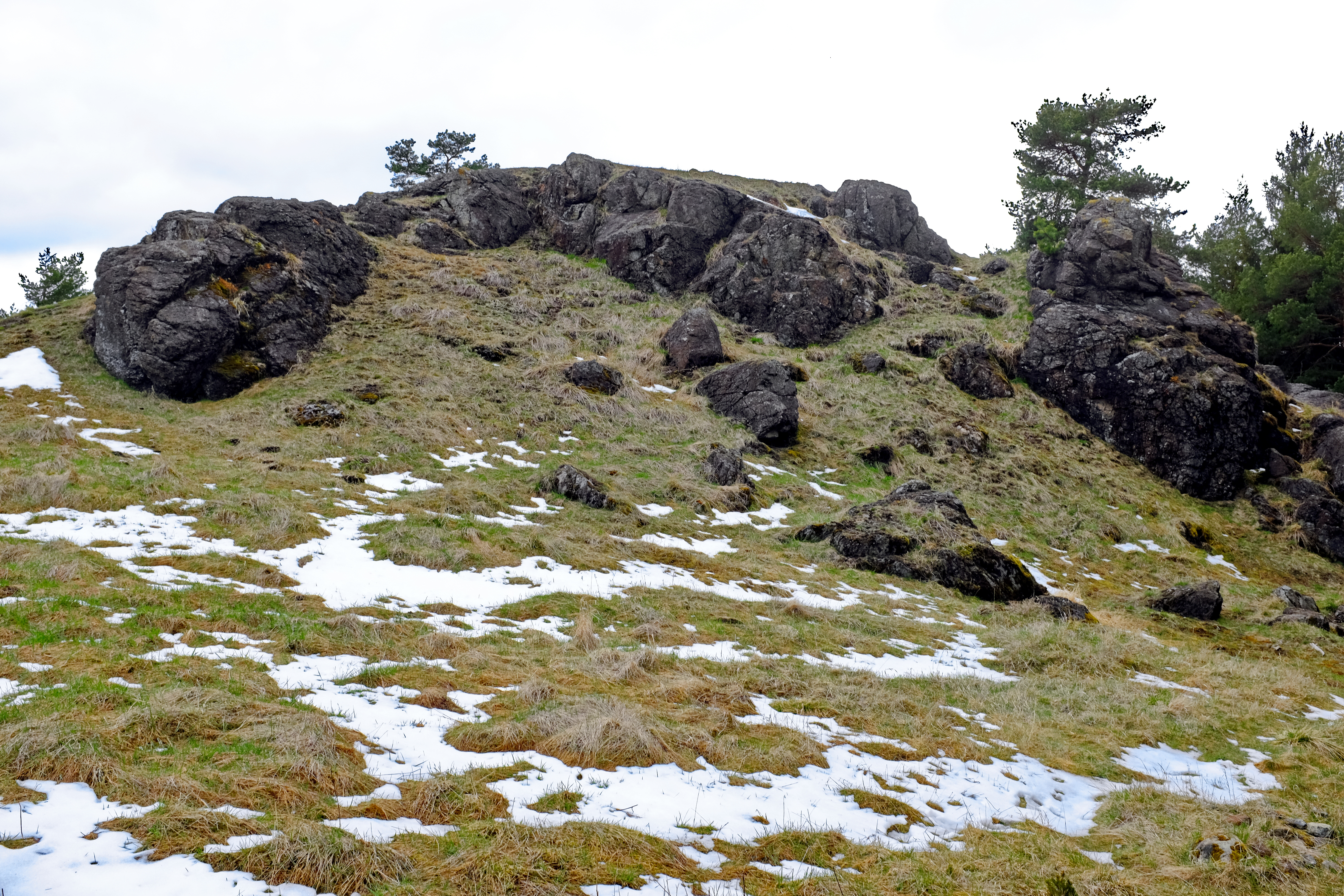
Přírodní památka Dominova skalka
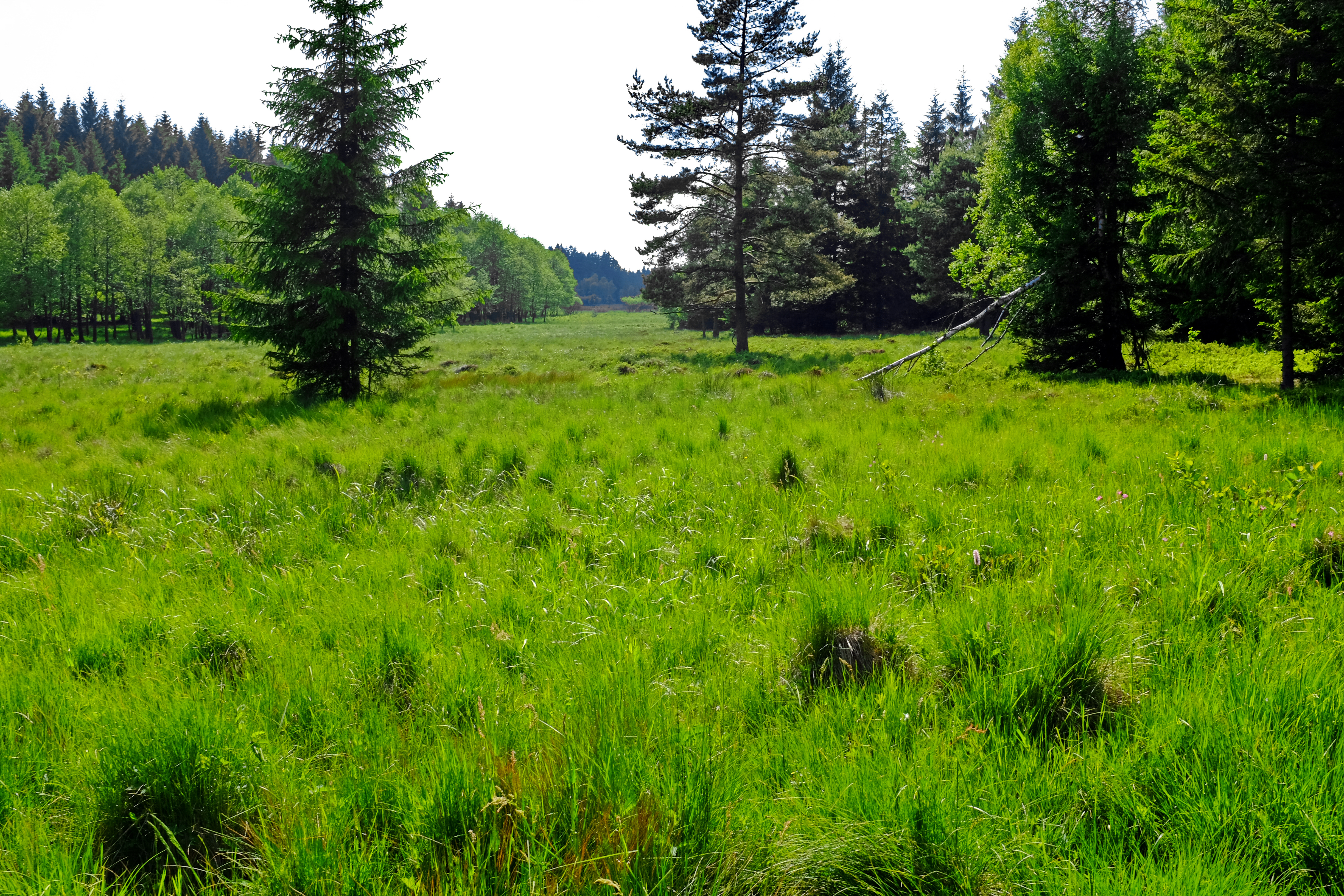
Přírodní rezervace Rašeliniště u myslivny